# Licențe Creative Commons

Sigla Creative Commons

O licență Creative Commons (CC) este una dintre mai multe tipuri de licențe de drepturi de autor care permit distribuirea liberă a unei opere protejate prin drepturi de autor. O licență CC este utilizată atunci când un autor dorește să acorde altor persoane dreptul de a partaja, de a utiliza și de a construi pe baza unei opere pe care autorul a creat-o. CC oferă autorului flexibilitate (de exemplu, acesta ar putea alege să permită numai utilizări necomerciale ale unei anumite lucrări) și protejează persoanele care folosesc sau redistribuie opera unui autor de preocupările privind încălcarea drepturilor de autor, atâta timp cât respectă condițiile care sunt specificate în licența prin care autorul distribuie opera.
Există mai multe tipuri de licențe Creative Commons. Fiecare licență diferă prin mai multe combinații care condiționează termenii licenței. Acestea au fost lansate inițial pe 16 decembrie 2002, de Creative Commons, o corporație non-profit din SUA fondată în 2001. Au existat, de asemenea, cinci versiuni ale suitei de licențe, numerotate de la 1.0 la 4.0. Lansată în noiembrie 2013, suita de licențe 4.0 este cea mai actuală. În timp ce licența Creative Commons a fost inițial bazată pe sistemul juridic american, acum există mai multe variante de jurisdicție Creative Commons care sunt adaptate cu legislațiile naționale.
În octombrie 2014, Open Knowledge Foundation a aprobat licențele Creative Commons CC BY, CC BY-SA și CC0 ca fiind conforme „Definiției deschise” pentru conținut și date.

## Tipuri de licențe
|  |  |

Toate licențele CC acordă „drepturi primare”, cum ar fi dreptul de a distribui lucrarea protejată prin drepturi de autor în întreaga lume în scopuri necomerciale și fără modificări. În plus, diferite versiuni de licență permit drepturi diferite, așa cum se arată în acest tabel: 
| Pictogramă     | Drept de                   | Descriere |
| -------------- | -------------------------- | --- |
| Attribution    | Atribuire (BY)             | Cei care folosesc licența pot copia, distribui, afișa, interpreta și realiza opere derivate bazate pe acesta numai dacă creditează autorul sau licențiatorul ( atribuire ) în modul specificat de acestea. Începând cu versiunea 2.0, toate licențele Creative Commons necesită creditarea autorului și includ elementul BY. Literele BY nu sunt o abreviere, spre deosebire de celelalte drepturi. |
| Share-alike    | Partajare la fel (SA)      | Cei care folosesc licența pot distribui opere derivate numai sub o licență similară („nu mai restrictivă decât”) licenței care guvernează opera originală. (Vezi și Copyleft.) Fără SA (share-alike), operele derivate ar putea fi licențiate ulterior cu licențe compatibile, dar mai restrictive, de exemplu CC BY la CC BY-NC.                                                                   |
| Non-commercial | Necomercial (NC)           | Cei care folosesc licența pot copia, distribui, afișa, executa opera și pot realiza opere derivate bazate pe aceasta doar în scopuri necomerciale. |
| Non-derivative | Fără lucrări derivate (ND) | Cei care folosesc licența pot copia, distribui, afișa și executa numai varianta originala ale operei, nu opere derivate și remixuri bazate pe aceasta. Începând cu versiunea 4.0, operele derivate sunt permise, dar nu trebuie partajate. |

## Drepturi și obligații

### Adaptabilitate
Drepturile asupra unei adaptări pot fi exprimate de o licență CC care este compatibilă cu statutul sau licențierea lucrării originale sau a lucrărilor pe care se bazează adaptarea.

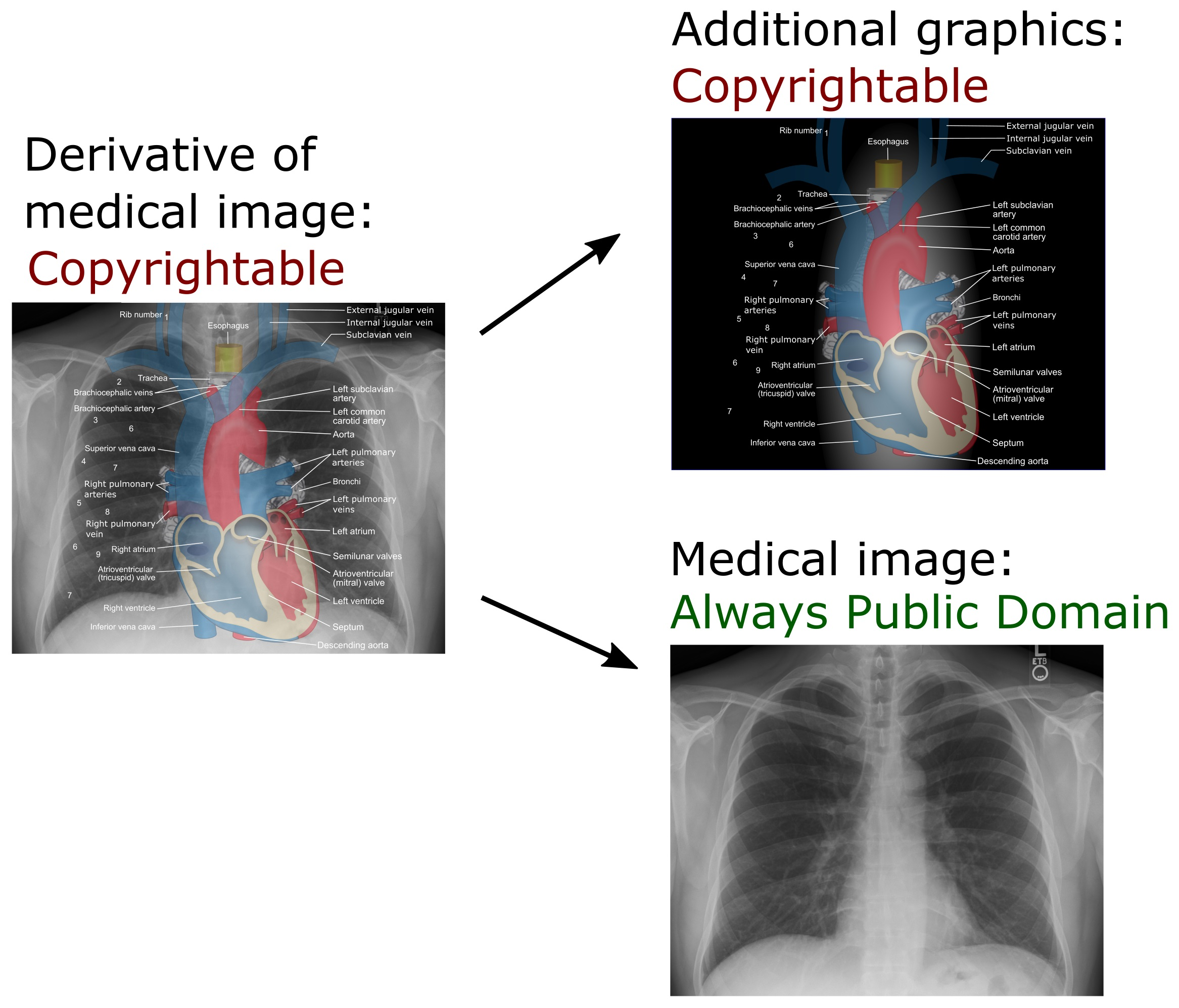
Un exemplu de combinație permisă a două lucrări, una fiind CC BY-SA și cealaltă fiind în domeniul public

|                                    | Public Domain mark icon · CC0 icon | CC-BY icon | CC-BY-SA icon | CC-by-NC icon · CC-BY-NC-SA icon | CC-BY-ND icon · CC-BY-NC-ND icon |
| ---------------------------------- | ---------------------------------- | ---------- | ------------- | -------------------------------- | -------------------------------- |
| Public Domain mark icon · CC0 icon | Yes                                | Yes        | Yes           | Yes                              | No                               |
| CC-BY icon                         | Yes                                | Yes        | Yes           | Yes                              | No                               |
| CC-BY-SA icon                      | Yes                                | Yes        | Yes           | No                               | No                               |
| CC-by-NC icon · CC-BY-NC-SA icon   | Yes                                | Yes        | No            | Yes                              | No                               |
| CC-BY-ND icon · CC-BY-NC-ND icon   | No                                 | No         | No            | No                               | No                               |

## Simboluri Unicode
După propunerea Creative Commons în 2017, simbolurile licențelor Creative Commons au fost adăugate în Unicode cu versiunea 13.0 în 2020. Cercul cu semnul egal (care înseamnă „fără derivate”) este prezent în versiunile mai vechi ale Unicode, spre deosebire de toate celelalte simboluri.
| Unicode | Sistem zecimal | UTF-8       | Imagine |
| ------- | -------------- | ----------- | ------- |
| U+229C  | &#8860;        | E2 8A 9C    |         |
| U+1F10D | &#127245;      | F0 9F 84 8D |         |
| U+1F10E | &#127246;      | F0 9F 84 8E |         |
| U+1F10F | &#127247;      | F0 9F 84 8F |         |
| U+1F16D | &#127341;      | F0 9F 85 AD |         |
| U+1F16E | &#127342;      | F0 9F 85 AE |         |
| U+1F16F | &#127343;      | F0 9F 85 AF |         |